# تبويق

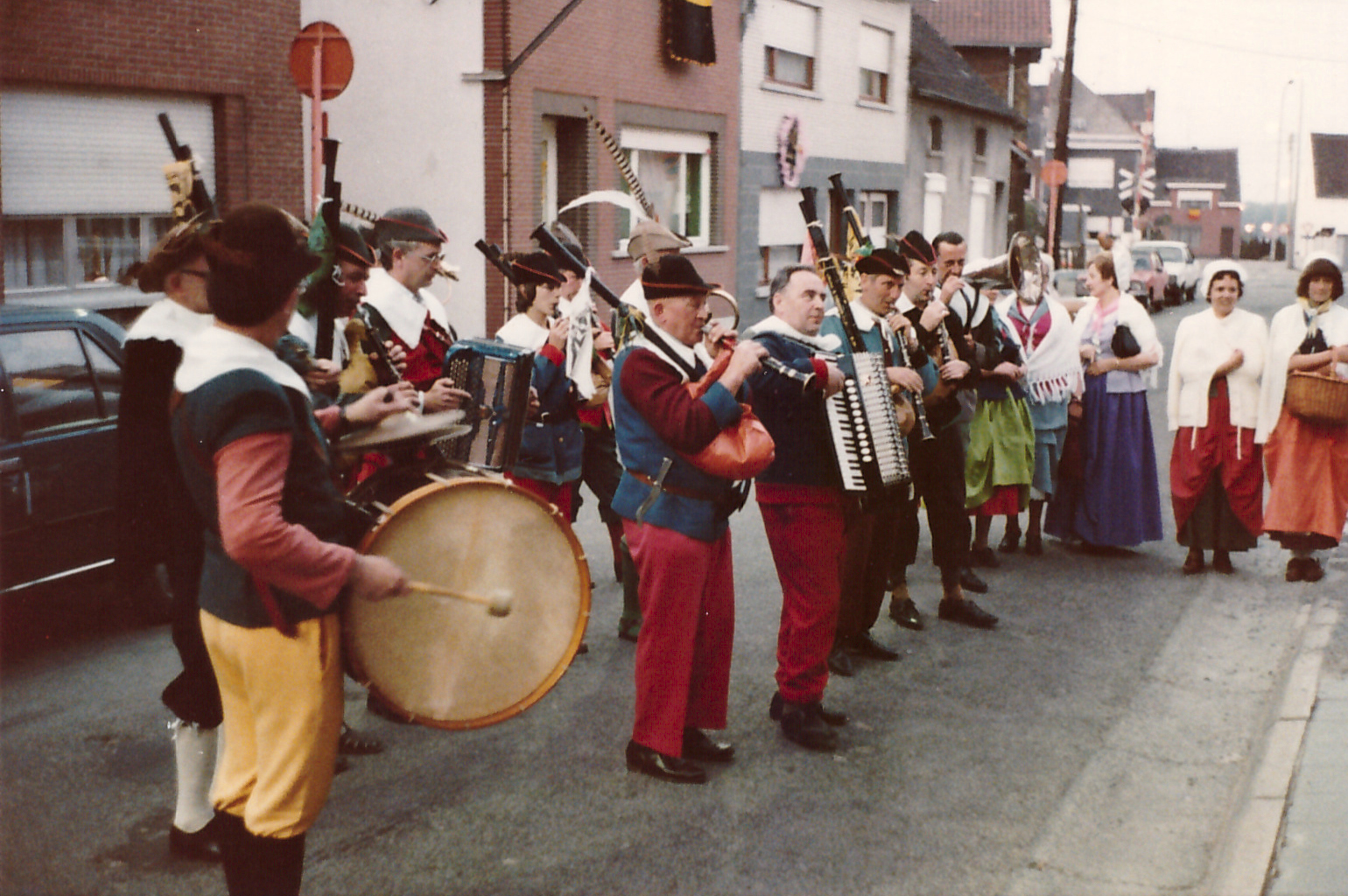
بريوجلفانفير - 1980

التَّبوِيق أو الجوقة النُّحاسية هي موسيقى قصيرة تعزفها الأبواق أو الأبواق الفرنسية أو غيرها من الآلات النحاسية، وغالبًا ما تكون مصحوبة بالإيقاع. إنها مقدمة مرتجلة موجزة لأداء بالآلات. وقد عُرف التبويق في الموسوعة الذهبية للموسيقى بأنها إعلان موسيقي يُعزف على الآلات النحاسية قبل وصول شخص مهم، مثل الإعلان عن دخول الملك